# LZ 6

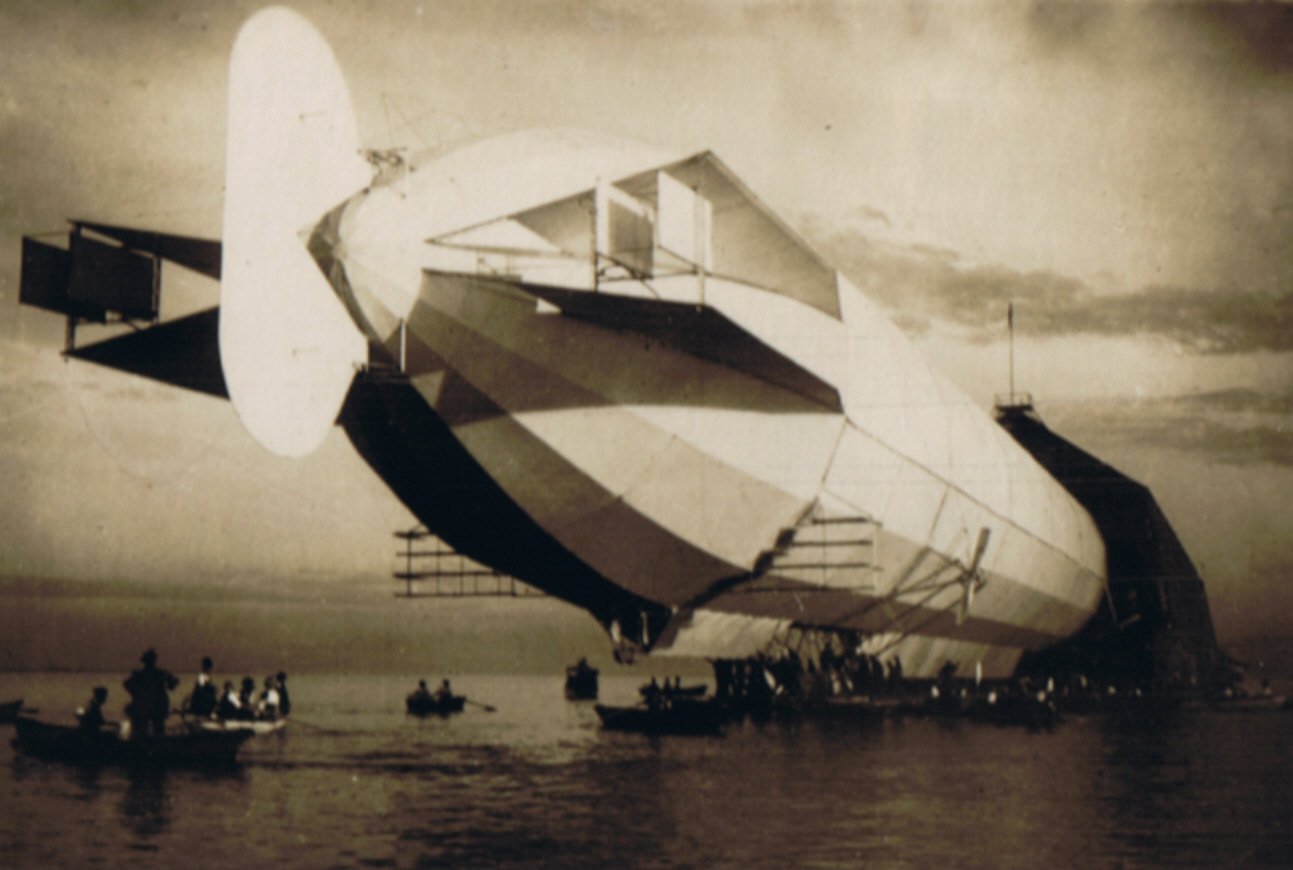
sterowiec LZ 6 – 1909 rok

LZ 6 (Luftschiff Zeppelin) – szósty sterowiec szkieletowy wybudowany w Niemczech przez wytwórnię Gesellschaft zur Förderung der Luftschiffahrt z Friedrichshafen nad Jeziorem Bodeńskim.
Budowę sterowca rozpoczęto w 1908 roku. Sterowiec pierwszy próbny lot wykonał 25 sierpnia 1909 roku. LZ 6 po odbyciu próbnych lotów został przebudowany na sterowiec pasażerski i został sprzedany pierwszej na świecie linii lotniczej używającej sterowców DELAG.

## Budowa
Na żądanie DELAG LZ 6 został przebudowany. Dodano trzeci silnik firmy Maybach o mocy 140 KM. Sterowiec wydłużono ze 136 m do 145 m. Jego konstrukcja była pokryta materiałem bawełnianym. W środku znajdowało się 18 komór, które wypełniono wodorem.
Sterowiec był zaopatrzony w dwa silniki o mocy 115 KM każdy, które napędzały dwa śmigła, po przebudowie dodano trzeci silnik Maybacha o mocy 140 KM. Wyposażony był początkowo w dwie gondole. Trzecią z miejscami dla 20 pasażerów dodano w 1910 roku. Był pilotowany między innymi przez konstruktorów Hugo Eckenera oraz Ludwiga Dürra. Sterowiec uległ spaleniu w Baaden-Oss 14 września 1910 roku.

## Parametry techniczne sterowca LZ 6
- długość 145 m,
- średnica: 13 m,
- pojemność 176 800 m³, w tym:
- gaz nośny (wodór) 16 000 m³,
- masa własna:
- napęd: 2 silniki Daimlera 115 KM + 1 Maybacha 140 KM
- maksymalna prędkość 48 km/h
- maksymalny pułap : 1000 m
- udźwig: 4300 kg